# 신덕왕
신덕왕(神德王, ? ~ 917년, 재위: 912년 4월 25일 ~ 917년)은 신라의 제53대 왕이다. 성은 박(朴), 이름은 경휘(景暉)이다.

## 생애
아버지는 박예겸(朴乂兼)이고, 어머니는 정화부인(貞花夫人)이다. 그러나 다른 일설에 박예겸은 의부(義父)이고 친아버지는 흥렴왕(興廉王)으로 추봉된 각간 박문원(朴文元)이라고도 한다. 헌강왕의 딸인 의성왕후와 혼인하였으며, 912년, 효공왕이 후사 없이 사망하자, 헌강왕의 사위의 자격으로 신하들의 추대를 받아 왕위에 올랐다. 
즉위한 해에 왕은 아들 박승영(朴昇英)을 태자로 세우고, 이찬 계강(繼康)을 상대등으로 삼았다.
《삼국유사》는 (915년(신덕왕 4년)에 영묘사(靈廟寺)의 내행랑에 까치의 둥지가 34군데, 까마귀 둥지가 40군데나 되었으며, 3월에는 두 번이나 서리가 내렸고 6월에는 참포(斬浦)의 물과 바닷물이 사흘 동안이나 싸웠다고 전하고 있다.
916년(신덕왕 5년) 가을 8월에는 후백제의 군주 견훤이 대야성(大耶城)을 공격하였으나 이기지 못하였다.
후백제와 태봉의 세력에 침식되는 신라의 불운 속에서 917년에 붕어하였다. 능은 경상북도 경주시 배동에 있다.

## 능묘
《삼국유사》 왕력편에는 왕의 사후 시신은 화장되었고 뼈는 잠현(箴峴)의 남쪽에 묻었다고 하였다. 경주시 남쪽 배동 배일산(拜日山)의 배리(拜里) 3릉 중 규모가 가장 큰 원형봉토분이 신덕왕의 능으로 비정되고 있다. 그러나 이 고분은 산록에 위치하고 있고 내부 구조는 천정이 높은 횡혈식 석실분인 점, 그리고 분구의 규모와 호석(護石)의 축석 상태가 통일 전후 시기의 형식이라는 점 등으로 미루어 보아 신덕왕릉이 아니라는 견해도 있다.

## 가계
아달라왕의 원손이라는 혈연이 친가쪽인지, 외가쪽인지는 《삼국사기》 본기와 《삼국유사》 왕력편의 기록이 서로 다른데, 《삼국유사》 왕력편에는 신덕왕이 아달라왕과 모계로 이어진 자손이라고 하였고,《삼국사기》에 신덕왕의 아버지라고 기록된 예겸에 대해서도 《삼국유사》는 의부로 기록되어 있다.
《삼국사기》에서 신덕왕의 성씨를 박씨라고 한 점에 대해 신덕왕의 누이가 효공왕의 비가 된 것을 계기로 김씨에서 박씨로 성을 바꾸었다는 견해가 있다.
- 외증조할아버지 : 박원린(朴元隣) 각간(角干) - 아달라왕의 원손
- 외할아버지 : 박순홍(朴順弘) 각간(角干) - 성무왕(成武王)으로 추봉
- 어머니 : 정화부인(貞和夫人) 또는 진화부인(眞花夫人)
- 할아버지 : 박문관(朴文官) 해간(海干)
- 아버지(생부) : 박문원(朴文元) 이간(伊干) - 흥렴왕(興廉王)으로 추봉
- 아버지(양부) : 박예겸(朴乂兼 또는 朴銳謙) - 흥덕왕의 원손, 헌강왕 시기 대아찬(大阿飡)으로 시중이 됨. 선성왕(宣聖王 또는 宣成王)으로 추봉
  - 왕후 : 의성왕후 김씨(義成王后 金氏)[3] - 헌강왕의 딸이자 효공왕의 이복 누나.
    - 아들 : 경명왕 박승영(朴昇英)
    - 아들 : 경애왕 박위응(朴魏膺)
    - 아들 : 박효렴(朴孝廉)
    - 아들 : 박연식(朴硏植)

## 신덕왕이 등장하는 작품
- 《태조 왕건》 (KBS, 2000년~2002년, 배우: 김건호)

## 같이 보기
- 발해
  - 대인선 (907년 - 926년)
- 태봉
  - 궁예 (901년 - 918년)
- 후백제
  - 견훤 (900년 - 935년)

| 전 대 효공왕 | 제53대 신라 국왕 912년 - 917년 | 후 대 경명왕 |